# National Socialist Party of Tripura
National Socialist Party of Tripura, politiskt parti i delstaten Tripura i nordöstra Indien. NSPT bildades när Hirendra Tripura, m.fl., bröt sig ur Indigenous Nationalist Party of Tripura sommaren 2003. En av INPT:s främsta ledare, Shyamcharan Tripura, ställde sig på NSPT:s sida. Med hjälp av CPI(M):s ledamöter i TTAADC lyckades NSPT snabbt efter sitt bildande vinna kontroll över Tripura Tribal Areas Autonomous District Council.
Partiets namn till trots är det ett vänsterparti, och är inte nationalsocialistiskt i europeisk mening.